# Sidney Meyers

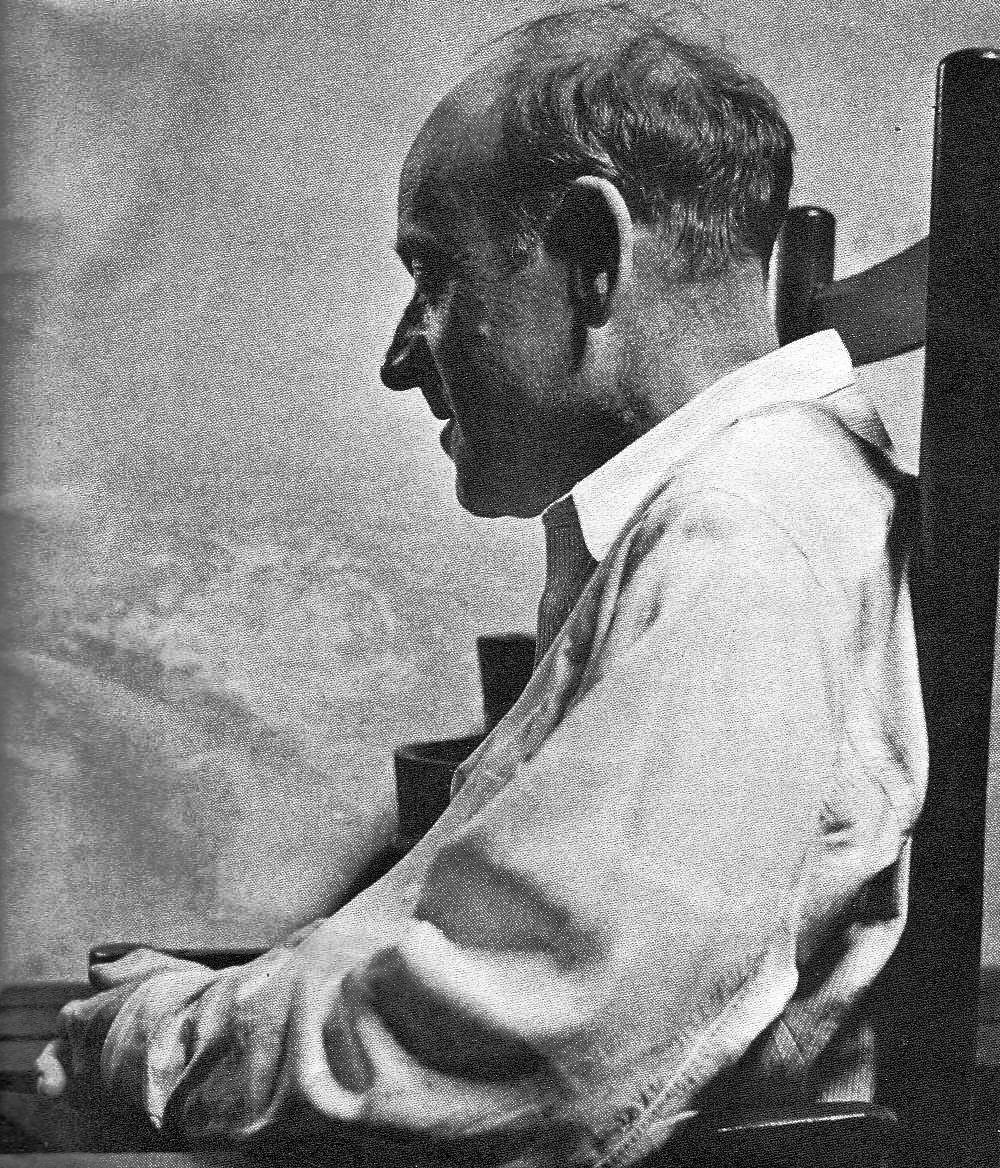
Sidney Meyers

Sidney Meyers (geboren am 9. März 1906 in New York City; gestorben am 4. Dezember 1969 ebenda) war ein US-amerikanischer Filmregisseur, Drehbuchautor und Filmeditor.

## Leben
Meyers wurde als Sohn jüdischer Einwanderer in East Harlem geboren. Seit seiner Kindheit war er stark an Musik interessiert und er lernte Violine zu spielen. Im Alter von 21 wurde er für einige Jahre Mitglied des Cincinnati Symphony Orchestra. Sein zweites großes Interessensgebiet galt der Fotografie und daran anschließend dem Film. Ab Mitte der 1930er Jahre schrieb er als Filmkritiker unter dem Pseudonym Robert Stebbins, schließlich wandte er sich ganz dem Film zu. Er gehörte dem Kreis der linken Frontier Films an. 1937 war er erstmals als Regisseur tätig und war als solcher, u. a. mit Jay Leyda, an dem Kurzdokumentarfilm The People of the Cumberland beteiligt. Während des Zweiten Weltkrieges war Meyers im Filmbereich des US Office of War Information tätig.
1948 inszenierte er für Film Documents, Inc. das Dokudrama Einer von den Stillen, seine erste eigenständige Filmproduktion, der als Regiearbeit lediglich 1960 noch Das grausame Auger folgte. In beiden Fällen war er jeweils auch für das Drehbuch und den Filmschnitt mitverantwortlich. Gemeinsam mit Helen Levitt und Janice Loeb war er für Einer von den Stillen bei der Oscarverleihung 1950 für den Oscar in der Kategorie Beste Originaldrehbuch nominiert. In den Folgejahren trat er bis zu seinem Lebensende vor allem als Filmeditor für Kino und Fernsehen in Erscheinung.
Für Das grausame Auge wurde Meyers zusammen mit Ben Maddow und Joseph Strick bei den British Academy Film Awards 1960 mit dem Flaherty Documentary Award ausgezeichnet.
Meyers verstarb im Alter von 63 Jahren.

## Filmografie (Auswahl)
- 1937: The People of the Cumberland – Ko-Regie
- 1948: Einer von den Stillen (The Quiet One) – Regie, Drehbuch, Schnitt
- 1950: The Stairs – Schnitt
- 1956: Ein Mann besiegt die Angst (Edge of the City) – Schnitt
- 1960: Das grausame Auge (The Savage Eye) – Regie, Drehbuch, Schnitt
- 1969: Sklaven (Slaves) – Schnitt
- 1969: Wendekreis des Krebes (Tropic of Cancer) – Schnitt